# Списак америчких Јевреја
Јеврејска заједница у Сједињеним државама је највећа јеврејска заједница у свету. Јудаизам је, после хришћанства, најраспрострањенија религија у САД, обухватајући око 2-3% укупног становништва. 
Следи списак истакнутих Јевреја из САД.

## Политичари
- Хенри Кисинџер, саветник за националну безбедност 1969–75 и државни секретар 1973–77
- Вилијам Коен, секретар одбране 1997-2001 (полу-Јеврејин)

## Предузетници
- Стив Балмер[1], извршни директор фирме Мајкрософт (мајка Јеврејка)
- Сергеј Брин[2], кооснивач Гугл-а
- Лоренс Елисон[3], оснивач фирме Оракл
- Лари Пејџ[2], кооснивач Гугл-а (мајка Јеврејка)

## Нобеловци
Добитници Нобелове награде:
- Џорџ Акерлоф, економиста, Ноб. наг. за економију 2001.
- Кенет Ероу, економиста, Ноб. наг. за економију 1972.
- Гери Бекер, економиста, Ноб. наг. за економију 1992.
- Роберт Фогел, економиста, Ноб. наг. за економију 1993.
- Милтон Фридман, економиста, Ноб. наг. за економију 1976.
- Џон Харшањи, економиста, Ноб. наг. за економију 1994.
- Леонид Хурвиц, економиста, Ноб. наг. за економију 2007.
- Данијел Канеман, економиста, Ноб. наг. за економију 2002.
- Лоренц Клајн, економиста, Ноб. наг. за економију 1980.
- Сајмон Кузнец, економиста, Ноб. наг. за економију 1971.
- Васили Леонтијев, економиста, Ноб. наг. за економију 1973.
- Хари Марковиц, економиста, Ноб. наг. за економију 1990.
- Роберт Мертон, економиста, Ноб. наг. за економију 1997.
- Мертон Милер, економиста, Ноб. наг. за економију 1990.
- Франко Модиглиани, економиста, Ноб. наг. за економију 1985.
- Пол Семјуелсон, економиста, Ноб. наг. за економију 1970.
- Мајрон Шол, економиста, Ноб. наг. за економију 1997.
- Роберт Солоу, економиста, Ноб. наг. за економију 1987.
- Џозеф Штиглиц, економиста, Ноб. наг. за економију 2001.

## Глумци
- Пола Абдул (р. 1962)[5], америчка глумица, плесачица, кореограф и певачица
- Вуди Ален (р. 1935)[6], филмски режисер, филмски глумац и комичар
- Метју Бродерик (р. 1962)[7], филмски глумац
- Адам Броди (р. 1979), глумац сценариста и продуцент
- Мел Брукс (р. 1926)[8], филмски глумац и режисер
- Кирк Даглас (р. 1916)[9], филмска звезда Холивуда
- Мајкл Даглас (р. 1944)[10], филмски глумац
- Роберт Дауни млађи (р. 1965)[11], филсмски глумац
- Ричард Драјфус (р. 1947)[12], филмски глумац
- Дејвид Духовни (р. 1960)[13], филмски глумац (серија Досије Икс)
- Харви Кајтел (р. 1939)[14], филмски глумац
- Гручо Маркс (1890–1977)[15], комичар
- Шон Пен (р. 1960)[16], филмски глумац
- Винона Рајдер (р. 1971)[17], филмска глумица
- Џери Сајнфелд (р. 1954)[18], комичар, глумац и писац, добитник Емија и Златног глобуса
- Адам Сендлер (р. 1966)[19], филмски глумац, комичар, продуцент и музичар
- Стивен Сигал (р. 1951)[20], филмски глумац, режисер, сценограф и певач
- Бен Стилер (р. 1965)[21], комичар, филмски глумац и режисер
- Харисон Форд (р. 1942)[22], филмски глумац
- Дастин Хофман (р. 1937)[23], филмски глумац, двоструки добитник Оскара
- Сара Џесика Паркер (р. 1965)[24], филмска глумица, добитница Емија и Златног глобуса
- Дејвид Швимер (р. 1966)[18], филмски глумац и продуцент (серија Пријатељи)

## Музичари
- Нил Дајмонд (р. 1941), певач, музичар и глумац
- Боб Дилан (р. 1941)[25], музичар, певач, песник, као и глумац у неколико филмова
- Кортни Лав (р. 1964)[26], рок музичарка
- Адам Левин (р. 1979)[27], певач поп-рок бенда Марун фајв
- Адам Ламберт (р. 1982), певач и глумац
- Нил Седака (р. 1939), певач, пијаниста, композитор
- Барбара Страјсенд (р. 1942)[28], певачица, позоришна и филмска глумица, композитор и филмски режисер
- Били Џоел (р. 1941), певач и пијаниста

## Спортисти
- Ентони Ервин (р. 1981), пливач
- Саша Коен (р. 1984), уметничка клизачица
- Тифани Коен (р. 1966), пливачица
- Марк Спиц (р. 1950), пливач